# James Rhodes (Marvel Cinematic Universe)
James „Rhodey“ Rhodes je fiktivní postava, kterou původně ztvárnil Terrence Howard a poté Don Cheadle v Marvel Cinematic Universe. Postava vychází ze stejnojmenné postavy Marvel Comics. Rhodes je nejlepší přítel Tonyho Starka, který zapletl do různých Starkových hrdinských snah, později získal Iron Manovo brnění, ale s mnohem větší výzbrojí a nakonec se připojil k Avengers.
Rhodes se objevil v osmi filmech a ve třech seriálech Disney+ – Falcon a Winter Soldier, Co kdyby…? a Tajná invaze. Vrátí se v hlavní roli nadcházejícího filmu Armor Wars.

## Fiktivní biografie

### Spolu s Iron Manem
James "Rhodey" Rhodes sloužil jako důstojník letectva Spojených států, než se stal prostředníkem mezi vojenským ministerstvem a Stark Industries, kde se stal blízkým přítelem Tonyho Starka.
V roce 2010, kdy je Stark unesen teroristickou skupinou Ten Rings, vede Rhodes záchrannou akci, která má Starka osvobodit. Když neidentifikovaný předmět narazí na americké vojenské letadlo, Rhodes odvodí, že se jedná o Starka. Poté, co Stark odhalí svou identitu Iron Mana, čelí Rhodes tlaku ze strany Kongresu Spojených států a armády, aby si vzal brnění pro sebe.
V roce 2011, když se Stark začal chovat vůči ostatním bezohledně, má Rhodes pocit, že neměl jinou možnost, než se vzít brnění Mark II a předat jej armádě. Poté je James Rhodes prohlášen jako War Machine, symbol ochrany. Rhodes pak pomáhá Starkovi odrazit útok Ivana Vanka a armády Hammer Drones.
V roce 2012 byl Rhodes přejmenován na Iron Patriota, který pracuje přímo pro prezidenta Spojených států, a má za úkol vypátrat nepřítele Mandarina. Rhodes zjistí, že Mandarin je lest vytvořená Aldrichem Killianem najímáním herce Trevora Slatteryho, aby tu roli ztvárnil. Killian zajme Rhodese a ukradne brnění Iron Patriota, pomocí kterého unese prezidenta. Rhodes později unikne, pomůže Starkovi v boji s Killianem a zachrání prezidenta.

### Avenger
Rhodes pokračuje v plnění misí. Později pomáhá v boji proti Ultronovi v Sokovii. Poté je rekrutován, aby se stal novým členem Avengers spolu s Wandou Maximovovou, Visionem a Samem Wilsonem.
V roce 2016 je přítomen na základně Avengers, kam přijede americký ministr zahraničí Thaddeus Ross a mluví s týmem o Sokovijské dohodě. Rhodes souhlasí se Starkem a podepíše dohodu. V Bukurešti zatkne Rogerse, Wilsona, Bucky Barnese a T'Challu. Později se připojí do týmu k Starkovi, Romanovové, Spider-Manovi, T'Challovi a Visionovi, aby dopadli Rogerse, Barnese, Wilsona, Bartona, Scotta Langa a Maximovovou na letišti v Lipsku v Německu. Když Rogers a Barnes uniknout v Quinjetu a Rhodes se je snaží zastavit je zasažen Visionem. To mu znefunkční oblek a začne padat. Stark ani Wilson ho nedokážou včas chytit a dopadne na zem. Zlomil si páteř a to ho nechalo paralyzovaného. Je převezen do zdravotnického zařízení na základně, kde je poté schopen se pomalu pohybovat, co mu Stark navrhl protetické nohy.

### Infinity War a Thanosova porážka
V roce 2018, poté, když dorazí Thanosova armáda, si Rhodes uvědomí, jak špatná byla Sokovijská dohoda a neposlechne rozkaz zatknout Rogerse poté, co se Rogers vrátí s Romanovovou, Wilsonem, Maximovovou a Visionem do základny Avengers. Poté se Rhodes připojí k Rogersovi, se kterým cestují do Wakandy. Zde pomáhá bojovat proti Thanosově armádě. Poté, co Thanos luskne rukavicí nekonečna, je Rhodes jedním z přeživších. Krátce po návratu do základny Avengers, Rhodes řekne Rogersovi a Romanovové, že Furyho pager přestal vysílat signál, to ale bylo kvůli příchodu Carol Danversové.
3 týdny po "Probliku" se Rhodes znovu sešel se Starkem a připojil se k týmu, který letí do vesmíru na Thanosovu planetu, kde se postavili Thanosovi, jen aby se dozvěděli, že zničil kameny nekonečna. V roce 2023 Rhodes sleduje kde se Barton pohybuje a hlásí to Romanovové. Poté, co Stark s Langem vymyslí jak cestovat v čase prostřednictvím kvantové říše, se Rhodes vrací do základny a cestuje s Nebulou do roku 2014, kde jdou na planetu Morag. Pozorují alternativní verzi Petera Quilla, od kterého si vezmou Kámen moci. Poté, co Banner vrátí všechny, alternativní verze Thanose zaútočí na Avengers a způsobí, že Rhodes, Rocket a Banner jsou uvězněni pod troskami. Lang je zachrání a Rhodes se účastní závěrečné bitvy proti Thanosovi a jeho armádě. Poté, co se Stark obětuje, aby porazil Thanose, je Rhodes po jeho boku když umírá a poté se účastní jeho pohřbu.
Několik měsíců po závěrečné bitvě s Thanosem se Rhodes účastní ceremonie v Smithsonian Institution, kde Wilson daruje Rogersův štít muzeu.

## Alternativní verze

### Co kdyby…?

#### Killmongerův podvod
V alternativním roce 2010 je Rhodes poslán koupit vibranium od Starkova kontaktu, Ulysses Klaue, pro armádu bojových dronů, které Stark a Erik „Killmonger“ Stevens navrhují. T'Challa přeruší obchod, ale je zabit. Killmonger pak zabije také Rhodese a obviní jeho i T'Challu ze vzájemného zabíjení, aby vyvolal konflikt mezi Spojenými státy a Wakandou.

## Výskyt

### Filmy
- Iron Man
- Iron Man 2
- Iron Man 3
- Avengers: Age of Ultron
- Captain America: Občanská válka
- Avengers: Infinity War
- Captain Marvel (potitulková scéna)
- Avengers: Endgame
- Armor Wars (připravovaný)[6]

### Seriály
- Falcon a Winter Soldier [5]
- Co kdyby…?
- Tajná invaze [7]